# المشاهير الخمسة
المشاهير الخمسة سلسلة من روايات المغامرات والقصص القصيرة للأطفال كتبتها المؤلفة الإنجليزية إنيد بليتون. الكتاب الأول، خمسة على جزيرة الكنز، تم نشره في عام 1942. تدور أحداث الرواية حول مغامرات مجموعة من الأطفال الصغار - جوليان وديك وآن وجورج وكلبهم تيمي.
تدور أحداث الغالبية العظمى من القصص في العطل المدرسية للأطفال. وفي كل مرة يلتقون فيها يقعون في مغامرة ما، وغالباً ما تنطوي على مجرمين أو كنز مفقود. في بعض الأحيان، تدور الأحداث بالقرب من منزل عائلة جورج في كوخ كيرين وجزيرة كيرين، التي يملكها جورج وعائلتها في خليج كيرين، وهي جزيرة خلابة. يعود عمر منزل جورج نفسه والعديد من المنازل الأخرى التي يزورها الأطفال أو يقيمون فيها إلى مئات السنين وغالباً ما تحتوي على ممرات سرية أو أنفاق المهربين.
في بعض الكتب، يذهب الأطفال للتخييم في الريف، أو في نزهة أو عطلة معًا في مكان آخر. ومع ذلك، فإن الأماكن دائمًا ما تكون ريفية تقريبًا وتتيح للأطفال اكتشاف المتعة البسيطة في الأكواخ والجزر والريف الإنجليزي والويلزي وشواطئ البحر، بالإضافة إلى الحياة في الهواء الطلق من نزهات ورحلات بالدراجات والسباحة.
كانت بلايتون تنوي كتابة ستة أو ثمانية كتب فقط في هذه السلسلة، ولكن بسبب مبيعاتها العالية ونجاحها التجاري الهائل واصلت بلايتون كتابة إحدى وعشرين رواية كاملة من سلسلة "المشاهير الخمسة"، بالإضافة إلى عدد من السلاسل الأخرى ذات الأسلوب المماثل التي تتبع مجموعات من الأطفال الذين يكتشفون الجريمة في العطلات. وبحلول نهاية عام 1953، بيعت أكثر من ستة ملايين نسخة. واليوم، تُباع أكثر من مليوني نسخة من الكتب كل عام، مما يجعلها واحدة من أكثر السلاسل مبيعاً للأطفال على الإطلاق، حيث بلغ إجمالي مبيعاتها أكثر من مائة مليون نسخة.  تم اقتباس جميع الروايات للتلفزيون، كما تم اقتباس العديد منها كأفلام في مختلف البلدان.
استخدم ناشر بليتون، هودر وستوتون، مصطلح "المشاهير الخمسة" لأول مرة في عام 1951، بعد نشر تسعة كتب في السلسلة. قبل ذلك، كان يشار إلى السلسلة باسم كُتب "الخمسة".